# Барета (Падова)
Барета (итал. Baretta) је насеље у Италији у округу Падова, региону Венето.
Према процени из 2011. у насељу је живело 37 становника. Насеље се налази на надморској висини од 5 м.